# AqBurkitt

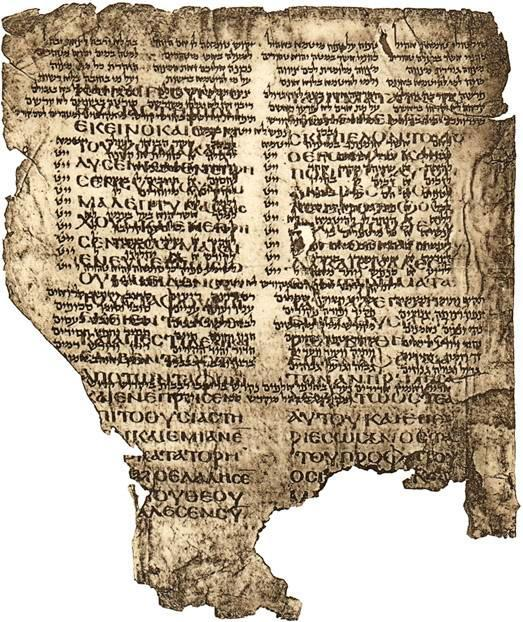
Palimpsest des zweiten Buches der Könige von Aquila

AqBurkitt bezeichnet Fragmente der wörtlichen Übersetzung der hebräischen Bibel (Tanach) ins Griechische durch Aquila, einen jüdischen Gelehrten aus dem 1./2. Jahrhundert n. Chr. 
Es handelt sich um ein Septuaginta-Manuskript, das auf die zweite Hälfte des 5. Jahrhunderts n. Chr., jedoch nicht später als den Beginn des 6. Jahrhunderts n. Chr. datiert wird.
Aquilas Übersetzung wurde ungefähr im Jahr 130 n. Chr. angefertigt.
Die Fragmente wurden 1898 von Francis Crawford Burkitt veröffentlicht.
Dieses Manuskript enthält die Textabschnitte 1 Könige 20,7–17 und 2 Könige 23,12–27. Es ist in Koinegriechisch geschrieben, aber es enthält das Tetragrammaton in archaischen hebräischen Schriftzeichen () in 1 Könige 20,13.14; 2 Könige 23,12.16.21.23.25.26.27.
Es wird heute in der Bibliothek der Universität Cambridge aufbewahrt.
In der Theologische Literaturzeitung von 1903 wird die Wichtigkeit dieser Fragmente untermauert.